# Großsteingräber bei Kittlitz
Die Großsteingräber bei Kittlitz waren mindestens drei megalithische Grabanlagen der jungsteinzeitlichen Nordgruppe der Trichterbecherkultur bei Kittlitz im Kreis Herzogtum Lauenburg in Schleswig-Holstein. Von diesen ist heute noch eines in Resten erhalten und als Bodendenkmale geschützt. Für dieses Grab ist auch die Bezeichnung Botterbarg überliefert.

## Lage
Die beiden zerstörten Gräber lagen nahe beieinander auf einer Koppel namens „Reesenschlag“. Das erhaltene Grab liegt auf einem Feld westlich des Ortsteils Niendorf am Schaalsee und nördlich des Feldwegs nach Dargow. Es war ursprünglich von vier kleineren Hügel umgeben, die abgetragen wurden.

## Forschungsgeschichte
Die beiden zerstörten Gräber wurden erstmals von Johann Andreas Walcke in mehreren Berichten von 1835 und 1838 sowie in seinem unpublizierten Manuskript Beiträge zur Statistik des Herzogtums Lauenburg beschrieben. Demnach waren sie bereits damals nur noch unvollständig erhalten, da 1821 viele Steine für den Wiederaufbau eines nahe gelegenen Hofs verwendet worden waren. Eine weitere Erwähnung erfolge 1856 durch Johannes von Schröder, Hermann Biernatzki, die sich wohl auf Walcke bezogen. Karl Kersten fasste die beiden Anlagen in seiner 1951 erschienenen Monografie zu den vor- und frühgeschichtlichen Denkmälern des Kreises Herzogtum Lauenburg unter der Nummer Kittlitz LA 2 zusammen.
Das erhaltene Grab wurde erstmals auf einer topografischen Karte von 1764 verzeichnet. Kersten brachte in Erfahrung, dass ein Vorgänger des damaligen Gutsbesitzers zu einem unbekannten Zeitpunkt die Grabkammer abtragen ließ, da er sich an den vielen Besuchern störte, die das Grab besichtigen wollten. Die Steine wurden in einer nahe gelegenen Brücke verbaut. Kersten erfasste dieses Grab unter der Nummer Kittlitz LA 21.
Ernst Sprockhoff nahm aus nicht näher genannten Gründen nur die unter LA 2 zusammengefassten Gräber in seinem 1966 erschienenen Atlas der Megalithgräber Deutschlands auf. Das Grab LA 21 blieb bei ihm unberücksichtigt.
| Landesaufnahme | Denkmal-ID           |
| -------------- | -------------------- |
| 2              | –                    |
| 2              | –                    |
| 21             | aKD-ALSH-Nr. 000 694 |

## Beschreibung

### Grab LA 2 (1)
Diese Anlage besaß nach Walcke und Schröder/Biernatzki ein ovales Hünenbett mit einer Länge von 800 Fuß bzw. 400 Schritt (ca. 250–300 m). Kersten hielt diese Maßangaben für stark übertrieben oder für eine Fehlinterpretation von mehreren hintereinander gelegenen Hünenbetten. Zur Orientierung der Anlage liegen keine Angaben vor. Von der Umfassung waren bei Walckes Dokumentation noch 26 Steine vorhanden. Mögliche Grabkammern wurden von Walcke nicht erwähnt.

### Grab LA 2 (2)

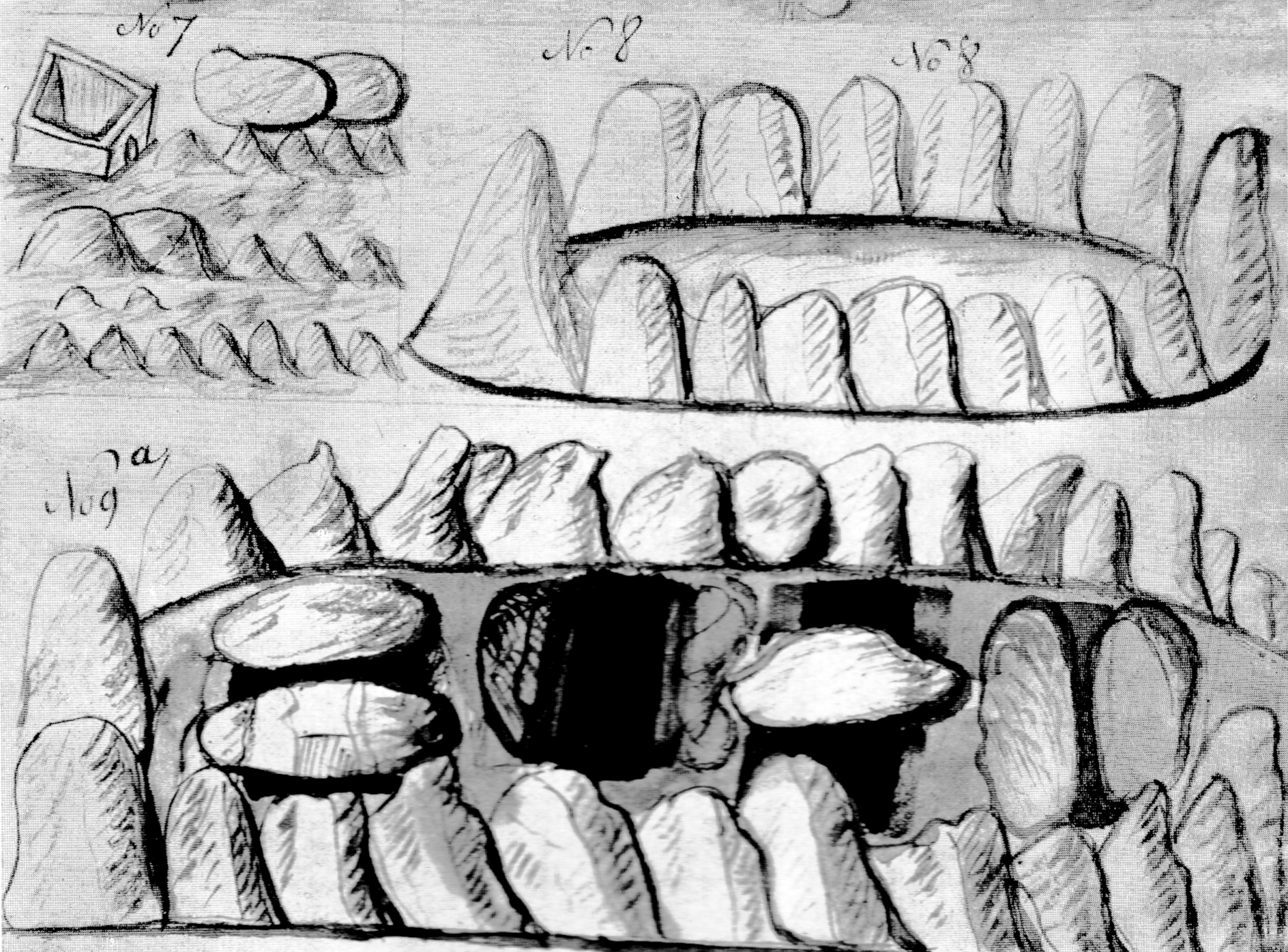
Schematische Darstellung der beiden zerstörten Gräber Kittlitz LA 2 nach Walcke

Diese Anlage besaß nach Walcke und Schröder/Biernatzki ein Hünenbett mit einer Länge von 1000 Fuß bzw. 500 Schritt (ca. 300–375 m) und einer Breite von 50 Fuß (ca. 15 m). Kersten hielt diese Maßangaben für stark übertrieben oder für eine Fehlinterpretation von mehreren hintereinander gelegenen Hünenbetten. Zur genauen Form und zur Orientierung der Anlage liegen keine Angaben vor. Eine steinerne Umfassung wurde von Walcke nicht erwähnt, jedoch in einer schematischen Zeichnung eingetragen. In dem Hünenbett lagen nach Walcke mehrere Grabkammern. Er nannte keine genaue Zahl, laut seiner Zeichnung dürften es aber wenigstens vier gewesen sein. Die Kammern bestanden aus aufgerichteten Wansteinen. Die Decksteine waren bei Walckes Dokumentation bereits alle entfernt worden. Zu den Maßen der Kammern machte Walcke keine Angaben. Zur Bestimmung des genauen Typs der Kammern sind seine Beschreibungen zu ungenau. Walcke beschrieb die Kammern als leer und vermutete, dass sie bereits in früheren Zeiten geplündert worden waren.

### Grab LA 21
Die Anlage besitzt eine runde Hügelschüttung mit einem Durchmesser von 32 m und einer erhaltenen Höhe von 2,5 m. Der Rand ist sanft auslaufend. Der Hügel besteht aus sandigem Lehm. Über Orientierung, Maße und Typ der zerstörten Grabkammer ist nichts näheres bekannt.